# ルイサ・ディオゴ
ルイサ・ディオゴ（ポルトガル語：Luísa Dias Diogo、1958年4月11日 -）は、モザンビークの政治家。モザンビーク解放戦線所属議員。同国第3代首相を務めた。

## 経歴
1958年4月11日に当時はポルトガル領だったモザンビークにて生まれる。1980年にモザンビーク財務省に入省した。首都マプートの国立エドゥアルド・モンドラーネ大学で経済学を学び、1983年に学位を授かった。他にもロンドン大学東洋アフリカ研究学院(SOAS)の学位を得ている。1989年に財務省の予算局長に就任し、実施した政策が評価され、1994年に財務大臣の座に就く。
2004年2月17日に第2代首相・パスコアル・モクンビの退任後、同日に初の女性首相として就任した。その後、2005年9月に開催されたイギリス労働党の会議に主席し、ルイサ・ディオゴの演説は高く評価された。2010年に首相を退任。
ルイサ・ディオゴは、エイズに対して熱心に取り組んでいる。男女平等の差別の撤廃政策がルイサ・ディオゴのスローガンである。
| 公職                      | 公職                                | 公職                |
| ------------------------- | ----------------------------------- | ------------------- |
| 先代 パスコアル・モクンビ | モザンビーク首相 第3代：2004 - 2010 | 次代 アイレス・アリ |